# Mercado Oriental
El Mercado Oriental es el centro de comercio más grande de Nicaragua y uno de los mercados al aire libre más extensos de Centroamérica. Está ubicado en el Distrito I de la ciudad de Managua, en las inmediaciones del Lago Xolotlán, y es administrado por la Corporación Municipal de Mercados de Managua (COMMEMA).

## Historia
Su origen se remonta a la década de 1940, pero fue tras el terremoto de Managua de 1972 que se expandió considerablemente debido a la destrucción de zonas comerciales en el centro histórico. A partir de entonces, creció de forma desordenada hasta convertirse en una ciudad dentro de la ciudad, con pasillos laberínticos, decenas de cuadras ocupadas y una intensa actividad económica diaria

## Infraestructura y organización
El Mercado Oriental ocupa más de 100 hectáreas y aloja aproximadamente 20,000 comerciantes entre puestos formales e informales. Se divide en sectores por tipo de producto: ropa, calzado, alimentos, electrodomésticos, repuestos, productos agrícolas, ferretería, y más. Algunos pabellones han sido construidos o restaurados con estructura de concreto, mientras que otras zonas son improvisadas con toldos, láminas o madera.
Se estima que genera más de 100 millones de córdobas diarios en transacciones. Además, representa una fuente vital de empleo directo e indirecto para miles de familias nicaragüenses.

## Transporte y accesibilidad
El mercado cuenta con múltiples accesos desde diferentes puntos de la ciudad y es atendido por varias rutas de buses de Managua como la 103, 105, 109, 113, entre otras. También se conecta con taxis y mototaxis locales, lo que facilita el movimiento de mercancías y personas.

## Desafíos y modernización
Pese a su importancia económica, el mercado ha sido foco de problemáticas como hacinamiento, inseguridad, incendios, informalidad y falta de planificación urbana. La Alcaldía de Managua ha impulsado programas de ordenamiento, reubicación de comerciantes informales, campañas de limpieza, instalación de hidrantes y restauración de pabellones.